# Jerzmanowice (województwo małopolskie)

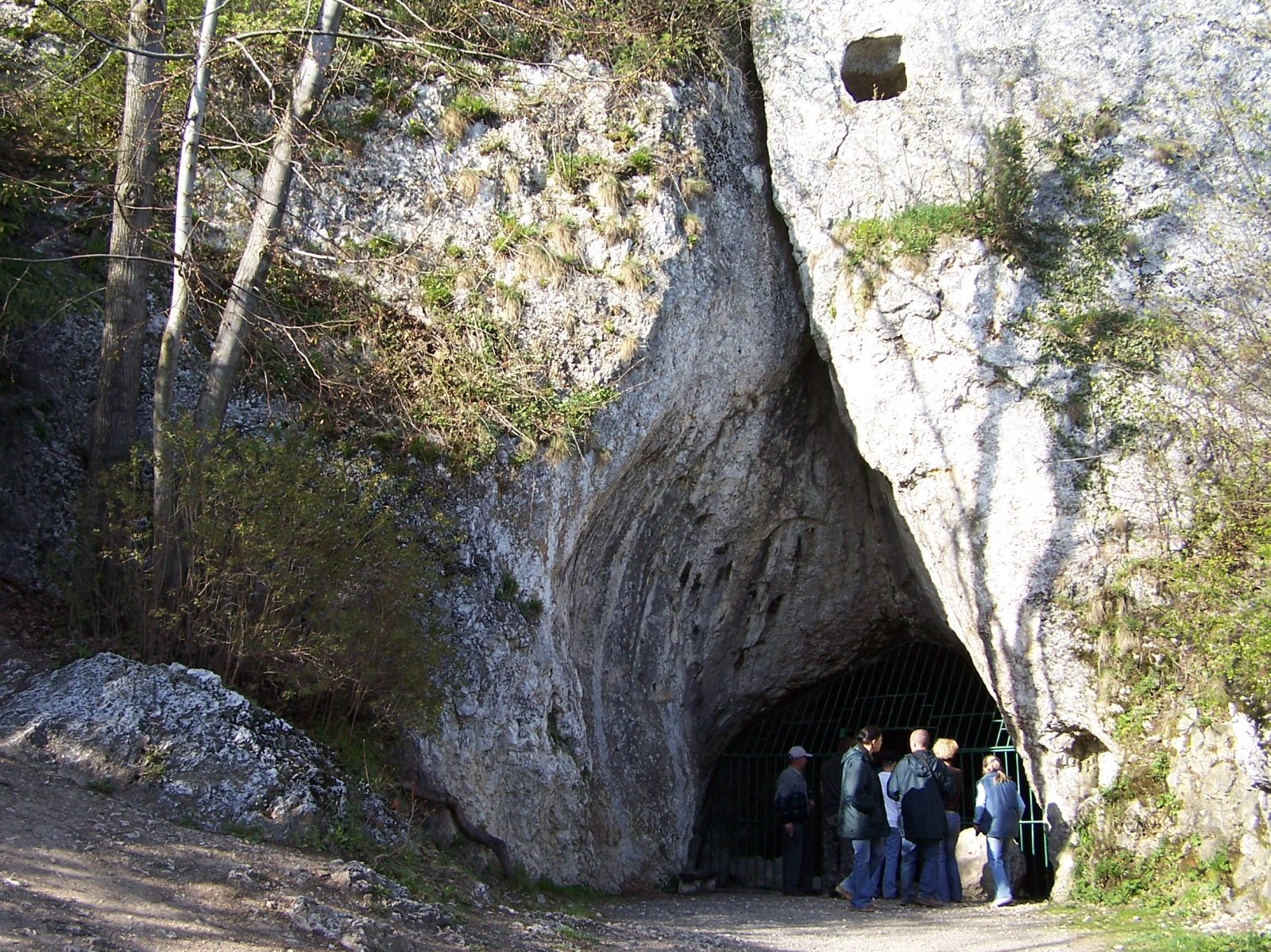
Jaskinia Nietoperzowa

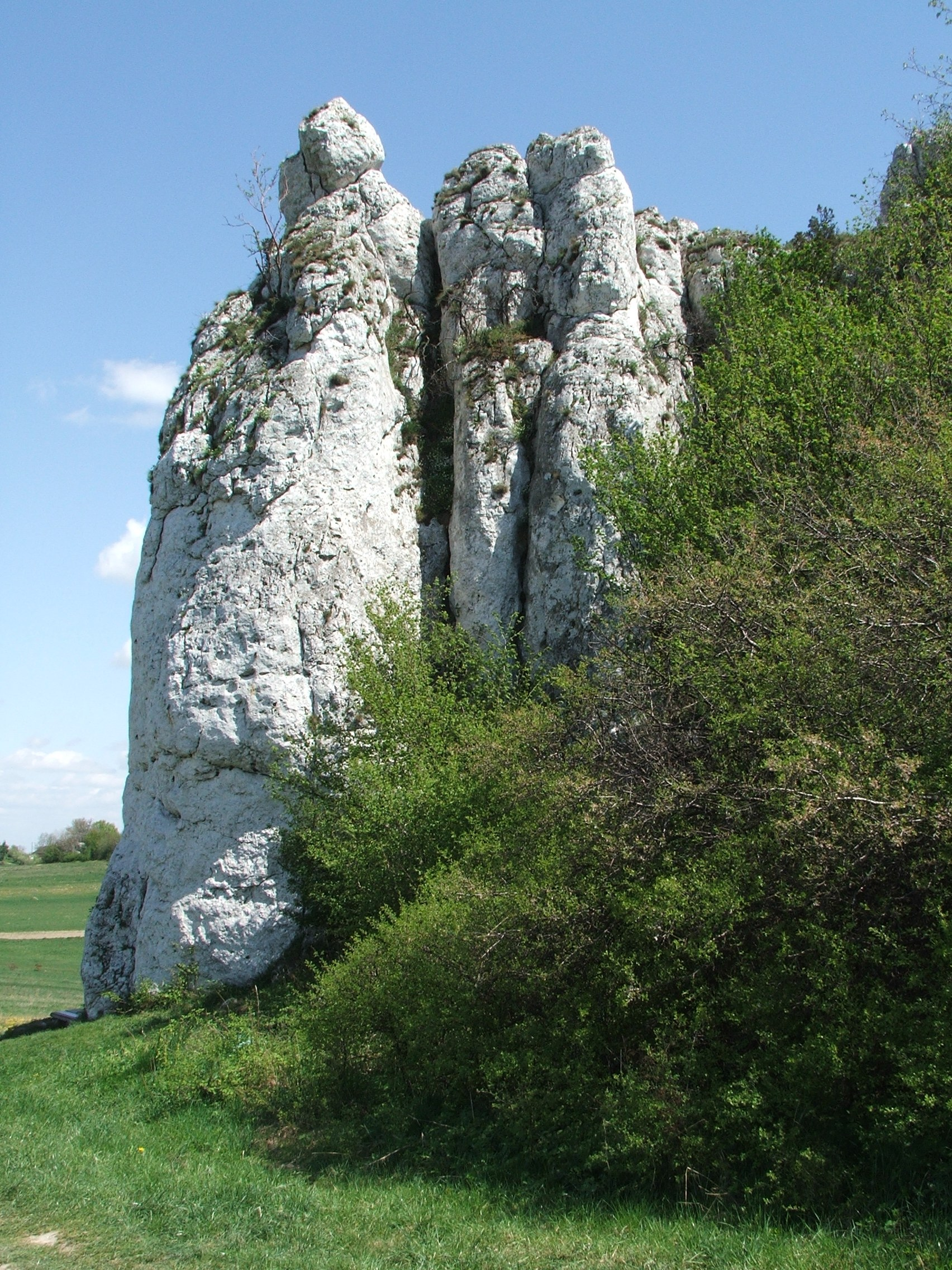
Ostry Kamień

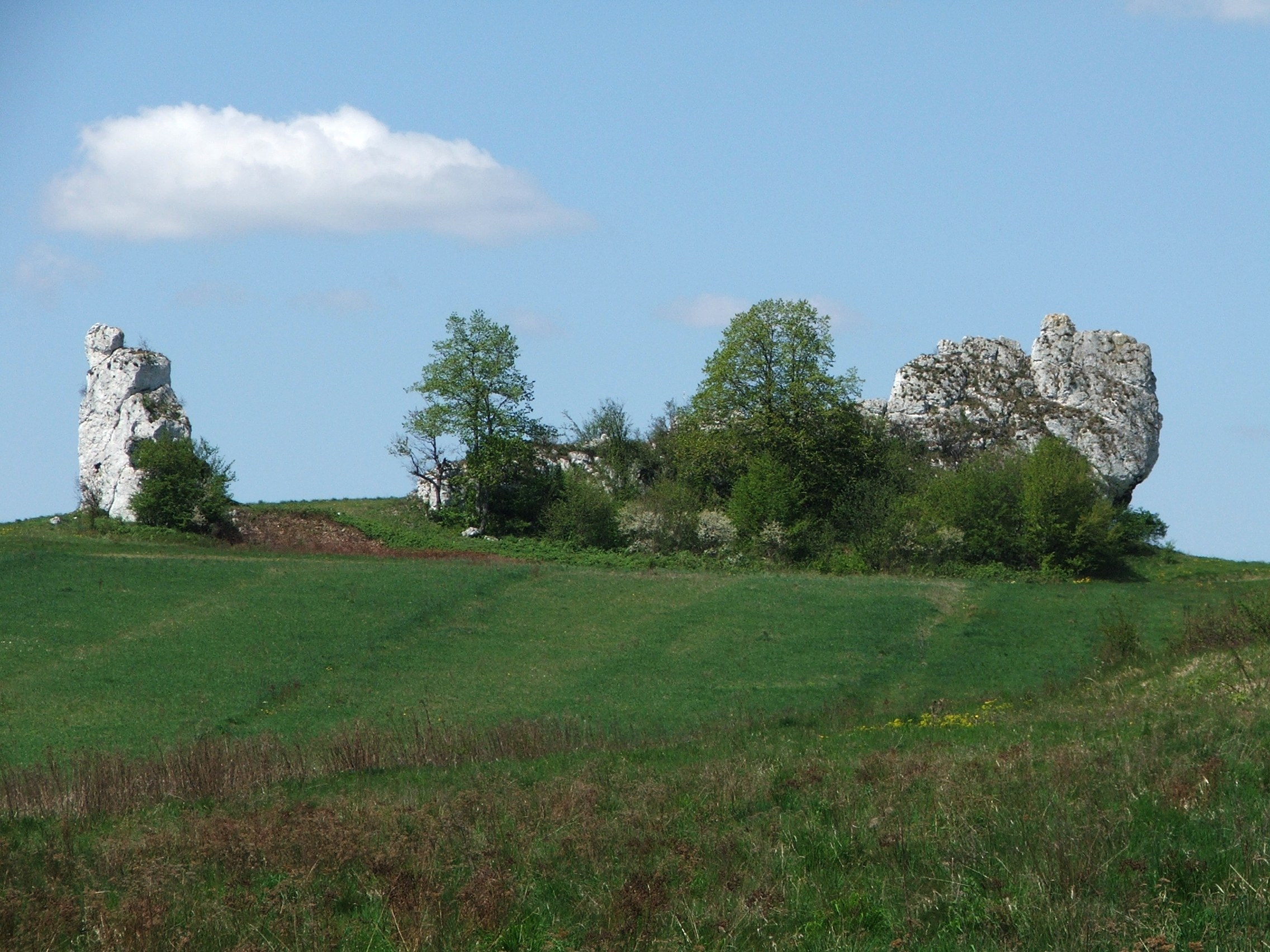
Ostańce Palec i Soczewka

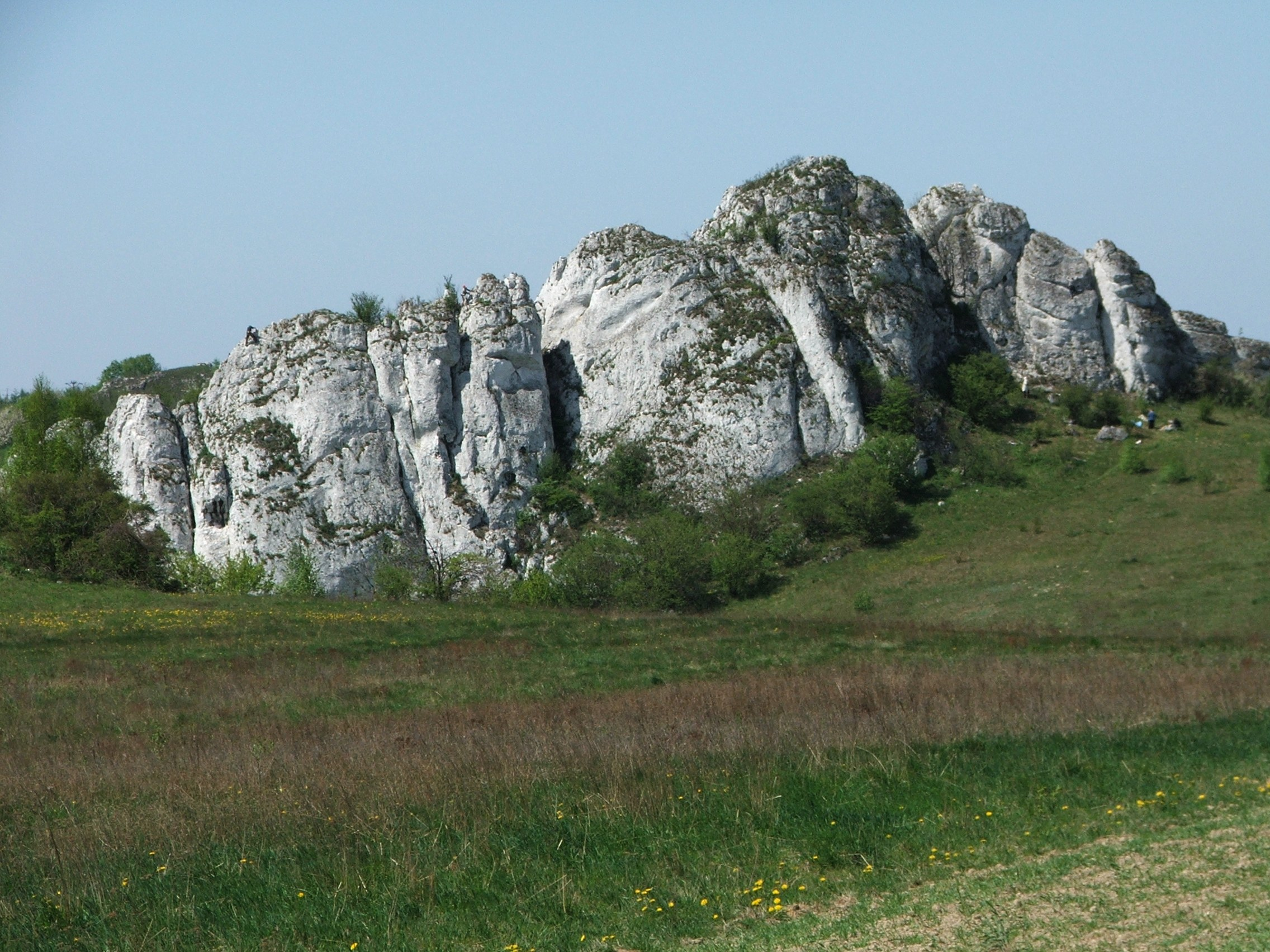
Skała Łysa (Fiala)

Jerzmanowice – wieś w Polsce położona w województwie małopolskim, w powiecie krakowskim, w gminie Jerzmanowice-Przeginia.
Jerzmanowice były wsią królewską w tenucie ojcowskiej w powiecie proszowskim województwa krakowskiego w końcu XVI wieku.
W latach 1954–1972 wieś należała i była siedzibą władz gromady Jerzmanowice. W latach 1973–1976 były siedzibą gminy. 15 stycznia 1976 gminę Jerzmanowice połączono z gminą Przeginia tworząc gminę Jerzmanowice-Przeginia z siedzibą w Jerzmanowicach.
W roku 2021 we wsi mieszkało 3105 osób, z czego 50,1% stanowiły kobiety, a 49,9% mężczyźni.
Przez Jerzmanowice przebiega DK94 na odcinku Kraków - Olkusz

## Części wsi
| SIMC    | Nazwa             | Rodzaj    |
| ------- | ----------------- | --------- |
| 0321075 | Gościniec         | część wsi |
| 0321081 | Góra              | część wsi |
| 0321098 | Kolonia Wschodnia | część wsi |
| 0321106 | Kolonia Zachodnia | część wsi |
| 0321112 | Kopaniny          | część wsi |
| 0321129 | Krzemieńce        | część wsi |
| 0321135 | Lepianka          | część wsi |
| 0321141 | W Dole            | część wsi |
| 0321158 | Za Wieżą          | część wsi |
| 0321164 | Żarnowiec         | część wsi |

## Historia
Lokacja Jerzmanowic nastąpiła pomiędzy 1325 a 1335 rokiem. W źródłach pisanych pojawia się po raz pierwszy w 1335 roku.
W dokumentach z 1326 roku wieś nazwano villa Hermani, czyli wieś Hermana, który mógł być jej zasadźcą. Kilkanaście lat później w dokumentach pojawia się de Yrzmanowicz. Zmiana związana jest ze spolszczeniem niemieckiego imienia Herman na polskie Jirzman lub Jerzman i tym samym ze spolszczeniem nazwy wsi na Jirzmanowice, czego dowodem jest zapis z 1406 roku. Później nazwa przekształciła się na Jerzmanowice. Jerzmanowice były dawniej wsią królewską. W 1827 r. we wsi było 114 domów i 832 mieszkańców.

## Oświata
Szkoła w Jerzmanowicach istniała prawdopodobnie od początku XIX wieku, ale dokładna data nie jest znana. W 1830 roku zbudowano kościół św. Bartłomieja, a wiadomo, że wcześniej msze święte odprawiano w budynku szkoły. W 1913 roku rozpoczęto budowę nowego drewnianego budynku, kosztem 4000 rubli otrzymanych od administracji carskiej „Kongresówki”. W 1919 roku nauczycielem 1-klasowej szkoły został Władysław Kucharski. W roku szkolnym 1919/1920 w czterech oddziałach uczyło się 154 uczniów. W 1921 roku szkoła stała się 2-klasowa.
W 1945 roku zrabowano akta szkolne. W 1945 roku kierownik Władysław Kucharski rozpoczął samodzielnie naukę w siedmiu oddziałach. W 1946 roku przybyli nauczyciele Irena Tracz i Julian Krzystanek.
Przez pierwsze lata powojenne w domu Józefa Szlachty funkcjonowała szkoła, do której uczęszczało 20 uczniów ze Szklar i z dolnych Jerzmanowic. W godzinach popołudniowych prowadzono kursy analfabetów.
Lekcje odbywały się w trzech salach w budynku szkoły i trzech salach  wynajmowanych. W roku szkolnym 1974/1975, w wyniku reformy oświaty szkoła podstawowa została przekształcona w Zbiorczą Szkołę Gminną, jej dyrektorem został Antoni Haberka. Zbiorczej szkole podlegały punkty filialne w Łazach, Szklarach i Gotkowicach oraz samodzielna szkoła 8-klasowa w Sąspowie. W roku szkolnym 1980/1981 dyrektorem został Stanisław Orłowski.
Z początkiem roku szkolnego 1984/1985 zbiorcze szkoły gminne zostały zlikwidowane i szkoła w Jerzmanowicach znosu zyskała statut szkoły podstawowej, której dyrektorem została Henryka Kozioł.
Z trudnościami lokalowymi szkoła borykała się do 1966 roku, tj. do czasu oddania do użytki nowego budynku szkolnego tzw. „tysiąclatki. W 1966 roku na terenie Jerzmanowic realizowano plan „1000 szkół na Tysiąclecie”. 30 października 1966 roku Szkole Podstawowej przydzielono imię patrona, Janka Krasickiego.
W 1999 roku na mocy reformy oświaty, utworzono Publiczne Gimnazjum nr 1 w Jerzmanowicach, której dyrektorem został Tadeusz Nabagło. W roku szkolnym 2000/2001 uczniowie rozpoczęli naukę w nowym budynku gimnazjum. W 2002 roku nastąpiło oficjalne przekazanie budynku, nadanie gimnazjum imienia Akademii Krakowskiej i ufundowano sztandar. Od 1 września 2008 roku w Jerzmanowicach funkcjonował Zespół Szkół, składający się z Przedszkola Samorządowego oraz Szkoły Podstawowej im. Św. Królowej Jadwigi z Filiami Szkół w Łazach i Gotkowicach oraz Publicznego Gimnazjum Nr 1 im. Akademii Krakowskiej.
W 2017 r. w wyniku reformy oświaty gimnazja zostały zlikwidowane. W 2022 roku zlikwidowano szkołę filialną w Szklarach. 17 maja 2003 roku szkoła otrzymała imię patrona Świętej Jadwigi Królowej, a kurator Elżbieta Lęcznarowicz odsłoniła tablicę pamiątkową.
Kierownicy i dyrektorzy szkoły:
1919–1950. Władysław Kucharski.
1950–1952. Tomasz Dziewoński.
1952–1954. Antonina Dziewońska.
1954–1956. Julian Rubczak.
1956–1960. Stefan Kordas.
1960–1980. Antoni Haberko.
1980–1983. Stanisław Orłowski.
1983–1988. Henryka Kozioł.
1988–2001. Tadeusz Nabagło.
2001–2008. Stanisława Metzel.
2008–2017. Tadeusz Nabagło.
2017–2024. Ewa Rogóż.
2024– nadal Aneta Firszt-Kozdęba.

## Zabytki
Obiekty wpisane do rejestru zabytków nieruchomych województwa małopolskiego.
- Kościół parafialny pw. św. Bartłomieja, otoczenie.
Kościół św. Bartłomieja był pierwotnie drewniany, zbudowany za panowania Kazimierza Wielkiego w 1338 roku. Obecny pochodzi z lat 1827–1830, rozbudowany w 1876 roku.
- Kaplica św. Jana Chrzciciela w Jerzmanowicach.
Kościół św. Jana Chrzciciela wzniesiony został wraz ze szpitalem dla ubogich w 1696 roku z fundacji Jana Sroczyńskiego, uczestnika Odsieczy Wiedeńskiej.

## Inne zabytki
- Wały ziemne po zamczysku średniowiecznym z XIII–XIV wieku przy krawędzi lewego brzegu doliny Szklarki[15].

## Turystyka
Wieś położona jest na Wyżynie Olkuskiej, przy drodze krajowej 94.
Znajduje się w atrakcyjnym turystycznie miejscu – w bliskim sąsiedztwie Ojcowskiego Parku Narodowego. Znajduje się w niej drugie pod względem wysokości wzniesienie Wyżyny Krakowsko-Częstochowskiej – wzgórze Grodzisko o wys. 512,8 m n.p.m. i liczne inne skały, m.in. Ostry Kamień i Wielką Skałę. Pojedyncze skały na polach i w lasach Jerzmanowic tworzą grupę tzw. ostańców jerzmanowickich. Są one atrakcją turystyczną miejscowości i większość ma status pomnika przyrody. Na terenie są 33 pomniki przyrody. Niektóre ze skał udostępnione są do wspinaczki skałkowej (m.in. Grodzisko, Ostry Kamień, Łysa, Psiklatka, Łabajowa (z Jaskinią Łabajową), Dupna, Wielka Turnia, Zaklęty Mur, Zaklęty Bastion).
Miejscowość znajduje się w górnej części  Doliny Szklarki i Doliny Będkowskiej, w obszarze Parku Krajobrazowego Dolinki Krakowskie obejmującego malownicze krajobrazowo doliny i wąwozy z licznymi skałami wapiennymi, jaskiniami, źródłami krasowymi i zabytkami kultury materialnej. Przebiegające przez miejscowość szlaki turystyki pieszej i rowerowej umożliwiają zwiedzenie również pozostałych dolin tego parku krajobrazowego.
Jedną z największych atrakcji turystycznych wsi jest często odwiedzana, udostępniona turystycznie (oświetlona i z przewodnikiem) Jaskinia Nietoperzowa, w której odkryto obozowisko dawnych łowców niedźwiedzia jaskiniowego z okresu paleolitu.
Na terenie Jerzmanowic położony jest Rezerwat przyrody Dolina Szklarki
Szlaki turystyczne
 – z Rudawy przez Radwanowice, Łączki, całą długość Doliny Będkowskiej, Jerzmanowice do Ojcowskiego Parku Narodowego.
Szlaki rowerowe
 – z Bolechowic obok Bramy Bolechowickiej przez Dolinę Bolechowicką, Las Krzemionka, przysiółek Kawiory, Bębło, górną część Doliny Będkowskiej obok Jaskini Nietoperzowej przez Jerzmanowice i Dolinę Szklarki.

## Sport
We wsi działa klub sportowy Płomień Jerzmanowice.